# Воротеляк, Владимир Владимирович
Владимир Владимирович Воротеляк (укр. Володимир Володимирович Воротеляк; 30 июня 1970) — советский и украинский футболист, играл на позициях защитника и полузащитника.

## Карьера
Профессиональную карьеру начал в клубе «Авангард» из Ровно в 1987 году. Далее играл в «Галичине» из Дрогобыча. После распада СССР клуб заявился в Высший эшелон чемпионата Украины, однако Владимир там так и не сыграл, ограничившись лишь Кубковым матчем против Ахтыркого «Нефтяника». Далее играл в «Чорткове», в «Лысоне», одесском «Черноморце-2» и в «Скале». В 1994 году отправился в Россию, где играл за махачкалинский «Анжи», за который провёл 4 матча во Второй Лиге. В 1995 году выступал за белорусский «Бобруйск», отыграв 5 матчей в Чемпионате Белоруссии. Профессиональную карьеру завершил в «Вересе»

## Личная жизнь
Старший брат — Андрей, также футболист.
Женат , имеет дочь Янину